# Campo Ligure
Campo Ligure (en ligur Campo o Canpo) és un comune italià, situat a la regió de la Ligúria i a la ciutat metropolitana de Gènova. El 2011 tenia 3.033 habitants. Limita amb les comunes de Bosio, Masone, Rossiglione i Tiglieto.

## Ciutats agermanades
- Corbelin, França, des del 2010